# 走马坪白族乡
走马坪白族乡，是中华人民共和国湖南省张家界市桑植县下辖的一个乡镇级行政单位。

## 行政区划
走马坪白族乡下辖以下地区：
两岔溪村、贵竹垭村、向家坪村、天合村、龙洞坪村、滚水峪村、楠木村、唐家塔村、走马坪村、卓家峪村和张家亚村。